# Pseudocranae bolivari
Pseudocranae bolivari är en insektsart som först beskrevs av Willemse, C. 1922.  Pseudocranae bolivari ingår i släktet Pseudocranae och familjen gräshoppor. Inga underarter finns listade i Catalogue of Life.